# Hixon
Hixon – wieś w Anglii, w hrabstwie Staffordshire, w dystrykcie Stafford. Leży 9 km na wschód od miasta Stafford i 195 km na północny zachód od Londynu.